# آبشار اخلمد
آبشار اخلمد از آبشارهای استان خراسان رضوی، شمال شرقی ایران در شهرستان چناران در ۸۰ کیلومتری شمال غرب مشهد و ۲۴ کیلومتری چناران در دامنه‌های رشته‌کوه بینالود و در دو کیلومتری روستای اخلمد قرار دارد. این آبشار از دو آبشار بلند کنار هم تشکیل شده‌است که هر کدام بالای ۴۰ متر ارتفاع دارند.
اخلمد که از گردشگاه‌های طبیعی اطراف مشهد بوده، قدمتی چند هزار ساله دارد، در دره‌ای در میان کوه بینالود واقع شده‌است که در ابتدای دره، انواع گل‌ها و گیاهان زیبا و درختان انبوه به همراه باغ‌های فراوان میوه به چشم می‌خورد و پس از طی مسیری آبشار اول که دارای ۲۳ متر ارتفاع است مشاهده شده و با گذر از میان این آبشار و در یک کیلومتری آن، آبشار اصلی اخلمد با ارتفاعی در حدود ۴۰ متر مشاهده می‌شود و آبشار سوم و چهارم نیز در بالای این آبشارها قرار دارد.
آهکی بودن جنس کوه‌های اخلمد باعث پیدایش حفره‌های ژرف مدور در زیر این آبشار شده‌است.
این دره دارای دیواره‌های صخره‌ای با ارتفاع حدود ۳۰۰–۲۰۰ متر است که یکی از بزرگ‌ترین مناطق برای ورزش مفرح سنگنوردی در ایران است. از دیواره‌های معروف آن می‌توان دیواره سفید، الله اکبر، عقاب و … را نام برد. این دره دارای چندین آبشار است که ۴ تای آن‌ها دائمی و چندین آبشار فصلی دارد. آبشار اصلی اخلمد حدود ۴۰ متر ارتفاع دارد. این آبشار در ۲ کیلومتری روستای قدیمی جریان دارد.
بند اخلمد و غار اخلمد از دیگر جاذبه‌های این منطقه گردشگری است که هر ساله گروه زیادی از گردشگران مشهد و شهرهای دیگر را برای دیدار از طبیعت اخلمد و آبشارهای زیبای آن به این منطقه جذب می‌کنند.

## وجه تسمیه اخلمد (یا اخلومد)
در کتاب اخلومد، یا بهشت خراسان نوشته ابراهیم غفاری دو نظر متفاوت در مورد دلیل نامگذاری اخلمد یاد شده‌است.
نظر اول بر گرفته از کتاب راهنمای خراسان صفحه ۱۵۰ است بدین مضمون که مردم اخلمد معتقدند که در حمله اعراب به خراسان، مردم هر گاه مورد حمله سپاهیان قرار می‌گرفتند به این دره پناه می‌آوردند و چون هنگام خطر همواره یکدیگر را ندا می‌کردند که “احمد خالد آمد، احمد خالد آمد!” که کلمه آمد در زبان مشهدی به صورت اَمَد تلفظ می شود. این دره رفته رفته به اخلمد مشهور شد. و احمد خالد سردار عرب در جنگ‌های این محل بوده‌است.
اما نظر صحیح تر به نقل از علامه طباطبایی که در سفر خود به اخلومد گفته این است که، اصل واژه باید اُ خلومد باشد به ضم الف، و آن از ترکی و فارسی ترکیب یافته‌است. اخلو به ضم همزه، ترکی است (یعنی دالستان) مد هم فارسی است که دنبال اسامی مکان‌ها آورده می‌شود. اخلومد یعنی جایگاه دال و درخت.